# Liste der Bodendenkmale in Wiedemar
In der Liste der Bodendenkmale in Wiedemar sind die Bodendenkmale der Gemeinde Wiedemar und ihrer Ortsteile nach dem Stand der Auflistung von Klaus Kroitzsch und Harald Quietzsch aus dem Jahr 1984 aufgelistet. Eventuelle Änderungen und Ergänzungen, insbesondere aus der Zeit nach der Wende, sind nicht berücksichtigt, da für Sachsen aktuell keine neueren allgemein zugänglichen Bodendenkmallisten vorliegen. Die Baudenkmale sind in der Liste der Kulturdenkmale in Wiedemar aufgeführt.
| Denkmal-ID | Fundart            | Ortsteil | Bezeichnung          | Zeitstellung | Lage                                           | Bemerkungen | Bild |
| ---------- | ------------------ | -------- | -------------------- | ------------ | ---------------------------------------------- | --- | ---- |
| ?          | Befestigung > Burg | Zwochau  | Wehranlage „Schanze“ | Slawenzeit   | östlicher Ortsteil, südlich des Gienickenbachs | Ringwall in Niederungslage, Wall im Norden und Osten erhalten, im Süden und Westen weitgehend eingeebnet und überbaut, Schutz seit 24. Juli 1957 |      |